# Martine Dupond
Pour les articles homonymes, voir Dupond (homonymie).
Martine Dupond, née le 19 avril 1967 à Bailleul, est une judokate française évoluant dans la catégorie des moins de 48 kg (poids super-légers). Elle est triple médaillée de bronze aux Championnats d'Europe, en 1987, 1988 et 1993.
- Grade: 7e DAN[1].

## Biographie

### Débuts dans le judo européen
Martine Dupond se fait connaître dans le judo à l'échelle européenne pour la première fois aux Championnats d'Europe de judo 1987 où elle remporte la médaille de bronze. Elle remportera par la suite deux autres médailles de bronze aux championnats d'Europe de judo de 1988 et 1993.

### Entraineur nationale
De 2009 à 2016, elle sera entraîneur nationale seniors et deviendra responsable de l'équipe féminine de judo durant les olympiades d'été de 2012 et 2016.

### Directrice et légion d'honneur
Entre 2012 et 2016, Martine Dupond sera nommée directrice du haut niveau.
Le 15 janvier 2015, elle recevra les insignes de Chevalier de la Légion d'Honneur des mains de Cathy Fleury-Vachon, appuyée par Colette Hus, adjointe aux Sports et judokate. De nombreux champions du sport français ont assisté à la cérémonie comme Gévrise Emane, Marie Pasquet ou Céline Lebrun.
En 2021, elle sera proposée par Stéphane Nomis, alors président de la Fédération Française de Judo, pour devenir la nouvelle Directrice Technique National de sa discipline et succéder à Max Bresolin,. Ce sera finalement Sébastien Mansois qui sera nommé.

## Palmarès
| Année | Compétition           | Lieu      | Résultat | Catégorie      |
| ----- | --------------------- | --------- | -------- | -------------- |
| 1987  | Championnats d'Europe | Paris     | 3e       | Moins de 48 kg |
| 1988  | Championnats d'Europe | Pampelune | 3e       | Moins de 48 kg |
| 1993  | Championnats d'Europe | Athènes   | 3e       | Moins de 66 kg |